# Терновица (Ивано-Франковская область)
Терновица (укр. Терновиця) — село в Тысменицкой городской общине Ивано-Франковского района Ивано-Франковской области Украины.
Население по переписи 2001 года составляло 366 человек. Занимает площадь 6,86 км². Почтовый индекс — 77473. Телефонный код — 03436.

## История
В советское время в селе проповедовали известные униатские священники среди них отец Зеновий Киселевский отец Павел (Василик) отец Василий (Семенюк), отец Михаил Косило, отец Николай Волосянко с 1975 по 1989 год в селе находился на тайном приходе отец-митрат Иван Бойко.
В период 1982-1983 годах в Тарновеце была закрыта церковь.

## Известные люди
- Павел (Василик) епископ УГКЦ был на тайном приходе в селе в 1960-тые
- Василий (Семенюк) епископ и митрополит УГКЦ был на тайном приходе в селе в 1970-1975 гг.